# Gil Grissom
Gilbert "Gil" Arthur Grissom, Ph.D, foi um personagem da série de televisão norte-americana CSI interpretado pelo ator William Petersen, que foi também um dos produtores da série. Grissom era um entomólogo forense e era o supervisor do turno da noite do laboratório criminal aonde trabalhava em Las Vegas, Nevada (EUA). Foi um personagem muito importante da série e podia até ser considerado o protagonista. A produtora e escritora da série, Carol Mendelsohn, considerava Grissom o centro da série. Ao longo de oito temporadas, participou de 198 episódios, estando presente em quase todos os episódios (com algumas exceções, como por exemplo o episódio da 5ª temporada: "Brass em Hollywood").
O intérprete de Gil Grissom, William Petersen, ganhava um milhão de dólares por episódio. O nome original de Grissom na série seria Gil Scheinbaum. Quem decidiu mudar foi o próprio Petersen, que escolheu seu sobrenome em homenagem ao astronauta Gus Grissom, de quem ele é fã. O personagem foi, em parte, baseado no criminalista Daniel Holstein da Polícia Metropolitana de Las Vegas. Ao deixar a série, Petersen foi substituído por Laurence Fishburne e, posteriormente, por Ted Danson.

## Criação
Anthony E. Zuiker, o criador da série, baseou Grissom no criminalista Daniel Holstein do Departamento de Polícia de Las Vegas. Zuiker estava "fascinado" por Holstein que, como Grissom, mantinha larvas e sangue de porco no seu refrigerador. Holstein trabalhou como consultante para a série. Originalmente, Zuiker nomeou a personagem de Petersen de Gil Sheinbaum, porém apos entrar para o elenco, Petersen pediu para que o nome fosse mudado. Petersen e Zuiker decidiram nomear o personagem de "Grissom", em homenagem ao astronauta Gus Grissom, de quem Petersen tinha admiração. O nome Gil veio por causa de um dos hobbies do ator, a pesca.
Em 2000, a CBS comprou de Zuiker o script do episódio piloto da série, e Nina Tassler, diretora de drama da CBS à época o passou a Petersen. Ele ficou impressionado com a complexidade da personagem e decidiu participar das audiências para o papel. Com essa, foi a segunda vez que Petersen protagonizou um cientista forense, a primeira foi em 1986 em Manhunter, como Will Graham.

## Família
Grissom nasceu em 17 de agosto de 1956 (2ª temporada, Ep. 13, "Identity Crisis") em Santa Mônica, Califórnia e cresceu em Marina Del Rey. O seu pai era botânico e a mãe era dona de uma galeria de arte. O pai morreu quando ele tinha 9 anos de idade e Grissom  nunca soube a razão da morte do pai (6ª temporada, Ep. 10 "Still Life").
Grissom foi educado como católico, mas agora já não é religioso, porém ainda acredita que certos acontecimentos têm valor espiritual (7ª temporada, Ep. 5 "Double-Cross").
A mãe de Gilbert era deficiente auditiva, dessa forma ele recebeu treinamento em ALS (American Sign Language - Língua Americana de Sinais) e sabe ler lábios. (1ª temporada, Ep. 19 "Sounds of Silence"). Grissom é muito metódico e cíentífico. Foi diagnosticado com otosclerose (da parte da sua mãe), porém foi realizada uma cirurgia para evitar o desenvolvimento da doença.
Grissom é licenciado em Biologia na University Of California, Los Angeles (UCLA). É muito dedicado à ciência e não gosta de política (1ª temporada, ep. 23 - "Strip Strangler"). Ao longo das temporadas da série, foi mostrado que Grissom tinha um interesse um pouco mais que profissional pela sua colega, a criminalista Sara Sidle, interpretada pela atriz Jorja Fox, e no último episódio da 6ª temporada, tornou-se claro que os dois têm um romance. Já na 9ª temporada, depois de Sara deixar Las Vegas pela segunda vez, Gil larga seu emprego para ir atrás dela na Costa Rica e se casa com ela indo morar em Paris. Na 13ª temporada é revelado que eles se separaram (13ª temporada, Ep. 15, "Forget Me Not") e nos últimos episódios da série, o telefilme de encerramento (16ª "temporada", Eps. 1 e 2, "Immortality parte I e II") Sara deixa a diretoria para partir com Grissom em seu barco e viverem juntos novamente.
O seu mentor foi Philip Gerrard, que apareceu no episódio da 3ª temporada The Accused Is Entitled.

## Experiências
Uma das maiores e mais traumáticas experiências que Grissom viveu foi a morte de seu colega de trabalho e grande amigo Warrick Brown, interpretado pelo ator Gary Dourdan (no último episódio da 8ª temporada: 'Goodbye Warrick'). Grissom foi o primeiro a socorrê-lo, mas Brown acabou morrendo em seus braços após receber dois tiros a 'queima roupa'. Esse foi um dos motivos pelo qual Grissom deixou o laboratório.